# Россия и Европа (Данилевский)
Россия и Европа —  сочинение Н. Я. Данилевского по философии истории, опубликованное в 1869 году.

## Содержание

### Теория культурно-исторических типов
Данилевский, отрицая всякую общечеловеческую задачу в истории, считает Россию и славянство культурно-историческим типом. Данилевский видит в человечестве только отвлеченное понятие, лишенное всякого действительного значения и оспаривает общепринятые деления — географическое (по частям света) и историческое (древняя, средняя и новая история). При этом, вслед за немецким историком Генрихом Рюккертом, Данилевский выставляет в качестве действительных носителей исторической жизни несколько обособленных «естественных групп», которые обозначает термином «культурно-исторические типы».
Всякое племя или семейство народов, характеризуемое отдельным языком или группою языков, довольно близких между собою для того, чтобы сродство их ощущалось непосредственно, без глубоких филологических изысканий, составляет самобытный культурно-исторический тип, если оно вообще по своим духовным задаткам способно к историческому развитию и вышло уже из младенчества. Таких типов, уже проявившихся в истории, Данилевский насчитывает 10:
1. египетский,
2. китайский,
3. ассиро-вавилоно-финикийский [?, он же халдейский (?), или древнесемитический],
4. индийский,
5. иранский,
6. еврейский,
7. греческий,
8. римский,
9. новосемитический, или аравийский,
10. германо-романский, или европейский.

Россия со славянством образуют новый культурно-исторический тип, который должен проявиться в скором времени, совершенно отличный и отдельный от Европы. К этим несомненным, по Данилевскому, естественным группам он причисляет ещё два сомнительных типа (американский и перуанский), «погибших насильственною смертью и не успевших совершить своего развития» (в отношении Новой Америки Данилевский не признавал особый вырабатывающийся культурно-исторический тип).
Начала цивилизации одного культурно-исторического типа не передаются народам другого типа. Каждый тип вырабатывает её для себя при большем или меньшем влиянии чуждых ему предшествовавших или современных цивилизаций. Такое влияние Данилевский допускает лишь в смысле «почвенного удобрения», всякое же образовательное и определяющее воздействие чуждых духовных начал он отрицает безусловно. Все культурно-исторические типы одинаково самобытны и из себя самих почерпают содержание своей исторической жизни, но не все осуществляют это содержание с одинаковою полнотою и многосторонностью.
Данилевский, как и Рюккерт (хотя в несколько ином распределении), признает четыре общих разряда культурно-исторической деятельности:
- религиозная,
- собственно культурная (наука, искусство, промышленность),
- политическая
- социально-экономическая.

Некоторые из исторических типов сосредотачивали свои силы на одной из этих сфер деятельности (так евреи — на религии, греки — на культуре в тесном смысле), другие — проявляли себя сразу в двух или трёх направлениях. Но только России и славянству, по Данилевскому, дано равномерно развить все четыре сферы человеческой деятельности и осуществить полную «четырёхосновную» культуру.
Признавая человечество за пустую абстракцию, Данилевский видит в культурно-историческом типе высшее и окончательное выражение социального единства. Если та группа, которой мы придаем название культурно-исторического типа, и не есть абсолютно высшая, то она во всяком случае высшая из всех тех, интересы которых могут быть сознательными для человека, и составляет, следовательно, последний предел, до которого может и должно простираться подчинение низших интересов высшим, пожертвование частных целей общим.
«Интерес человечества» есть бессмысленное выражение для человека, тогда как слово «европейский интерес» не есть пустое слово для француза, немца, англичанина. Точно также для русского и всякого другого славянина «идея славянства должна быть высшею идеей, выше свободы, выше науки, выше просвещения».
Отрицая то, что для культурно-исторического типа прежде всего нужна культура, Данилевский предлагает славянство в себе и для себя, признает за высшее начало самую особенность племени независимо от исторических задач и культурного содержания его жизни. Данилевский выставил в качестве исторического закона непередаваемость культурных начал.
Так, возникший в Индии буддизм был передан народам монгольской расы и определил собою духовный характер и культурно-историческую судьбу всей восточной и северной Азии; разноплеменные народы передней Азии и северной Африки, составлявшие, по Данилевскому, несколько самостоятельных культурно-исторических типов, усвоили себе сперва просветительные начала эллинизма, потом римскую гражданственность, далее христианство и, наконец, религию аравийского пророка; христианство, явившееся среди еврейского народа, даже в два приема нарушило мнимый «исторический закон», ибо сначала евреи передали эту религию греческому и римскому миру, а потом эти два культурно-исторические типа ещё раз совершили такую передачу двум новым типам: германо-романскому и славянскому, помешав им исполнить требование теории и создать свои собственные религиозные начала. По Данилевскому, германо-романский мир разделился между католичеством и протестантством, а славянский мир — между тем же католичеством и православием, которое к тому же не выработано самим славянством, а целиком принято от Византии, то есть от другого чуждого культурно-исторического типа.
Логическую опору для своей теории Данилевский находит в различении рода и вида. Человечество, по его мнению, есть род, то есть отвлеченное понятие, существующее только в обобщающей мысли, тогда как культурно-исторический тип, племя, нация суть понятия видовые, соответствующие определенной реальности.
В изложение своего взгляда на историю Данилевский вставил особый экскурс о влиянии национальности на развитие наук. Вместо того, чтобы говорить о выражении культурно-исторических типов в научной области, Данилевский указывает на воздействие различных национальных характеров — английского, французского, немецкого и т. д. Различая в развитии каждой науки несколько главных степеней (искусственная система, эмпирические законы, рациональный закон), Данилевский находил, что учёные определенной национальности преимущественно способны возводить науки на ту или другую определенную степень.
Занимающие значительную часть книги Данилевского рассуждения об упадке Европы и об отличительных особенностях России (православие, община и т. п.) похожи на представления прежних славянофилов. Более оригинальны для того времени, когда появилась книга, политические взгляды Данилевского, которые он резюмирует в следующих словах:
Нам необходимо, следовательно, отрешиться от мысли о какой бы то ни было солидарности с европейскими интересами

### Славянство
Данилевский рассматривает славян как 7-е арийское племя (наряду с индусами, персами, греками, римлянами, кельтами, германцами). Сами же славяне в свою очередь делятся на русских, чехов, сербов, хорват, словенцев, словаков, болгар и поляков. Вместе с тем, он признает, что антропологически славяне отличаются от арийцев короткоголовостью. Однако Данилевский замечает, что в корне неверно считать славян отсталым народом, так как Ян Гус, Коперник, Ломоносов, Гоголь, Мицкевич, Суворов и Пушкин были славянами. Характерная черта славян — ненасильственность.
Цель, ради которой русские должны, по Данилевскому, отрешиться от всяких человеческих чувств к иностранцам, заключается в образовании славянской федерации (Всеславянского Союза) с Константинополем как столицей. Эта федерация распрострется от Адриатического моря до Тихого океана и от Ледовитого океана до Архипелага. Истоки славянской культуры Данилевский видит в противостоянии романо-германской (католической) и греко-славянской (православной) культуры Средневековья. Жертвами этого противостояния становятся иллирийские и полабские славяне. Однако усилиями Кирилла и Мефодия в Моравии закладывается основа для славянского единства, которое оказывается сломленным нашествием венгров. Чехия постепенно онемечивается и только гуситское движение напоминает ей о славянском единстве. Польша становится «вредным членом славянской семьи». Лишь ислам странным образом консервирует на Балканах славянскую культуру.
Помимо России («Русской империи», к которой должна была бы отойти Галиция и Добруджа) в союз должны войти:
- Королевство Чехо-Мораво-Словацкое (Чехия и Моравия)
- Королевство Сербо-Хорвато-Словенское (Сербия, Черногория, Босния, Хорватия, Банат, Истрия, Каринтия).
- Королевство Булгарское (Булгария).
- Королевство Румынское (Валахия, Молдавия, Буковина).
- Королевство Эллинское (в том числе Крит, Кипр, Эпир, Родос).
- Королевство Мадьярское (Венгрия и Трансильвания).
- Цареградский округ со столицей Константинополь

Этот план, основанный на разделе Австрии и Турции, осуществится после ожесточенной борьбы между Россией и европейской коалицией, предводимой французами; единственной союзницей России в Европе будет Пруссия.